# Гамла (заповідник)
Гамла (івр. גמלא) — природний заповідник, розташований в центральній частині Голанських висот, приблизно у 20 кілометрах на південь від міста Кацрін. 

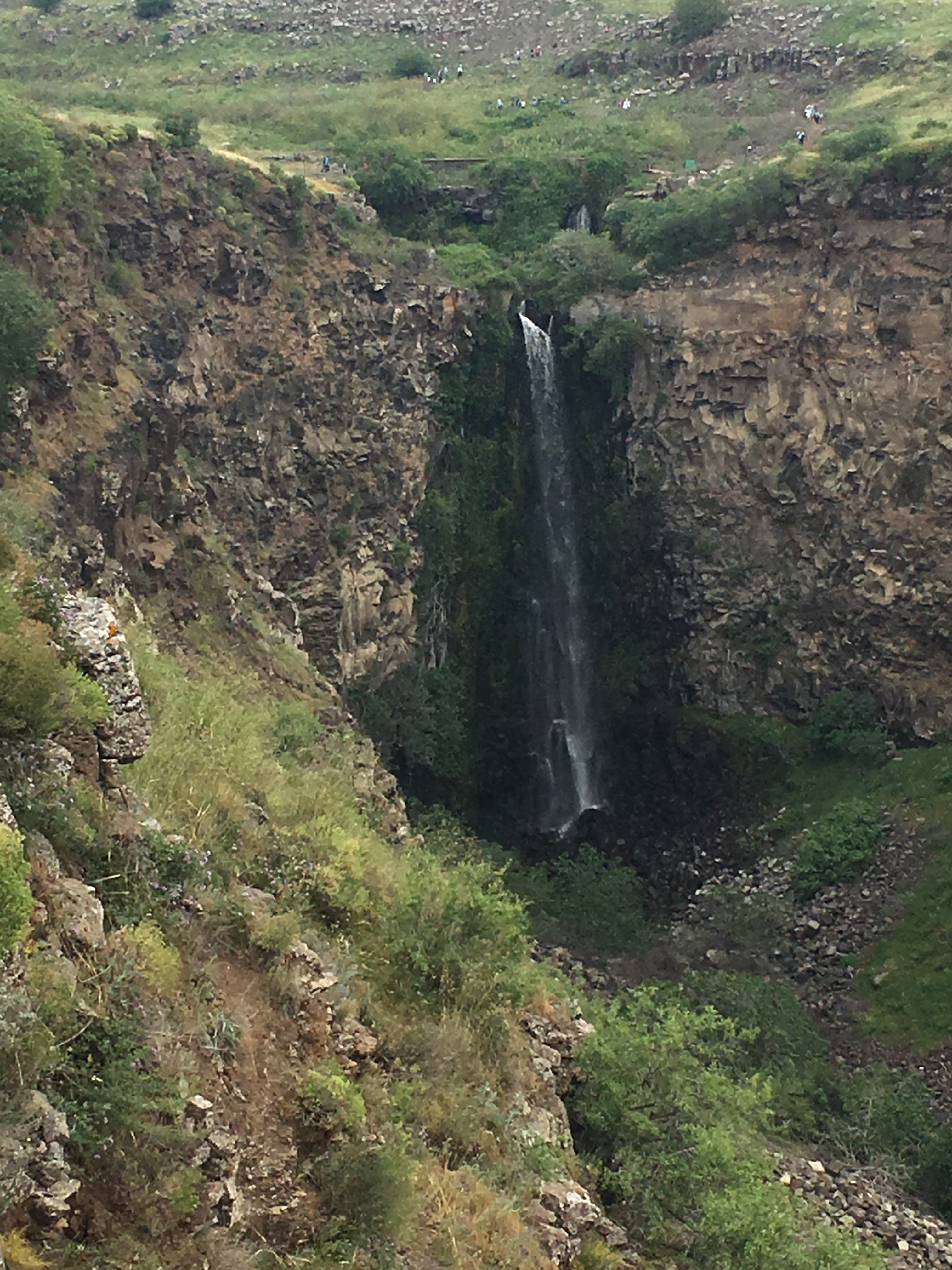
водоспад Гамла на однойменному струмку

Територія була оголошена заповідником 9 січня 2003 року, площа заповідника 8380 дунамів (8,3 км²).
Заповідник Гамла включає в себе долини двох струмків: струмка Даліот та струмка Гамла, і тягнеться вздовж струмка Гамла аж до водоспаду Гамла, який є найвищим в Ізраїлі (51 м). На території заповідника знаходяться руїни древнього міста Гамла і станція спостереження за орлами.
У 2010 році заповідник постраждав від великої лісової пожежі, що виникла через випущений під час військових навчань снаряд.

## Стародавнє місто

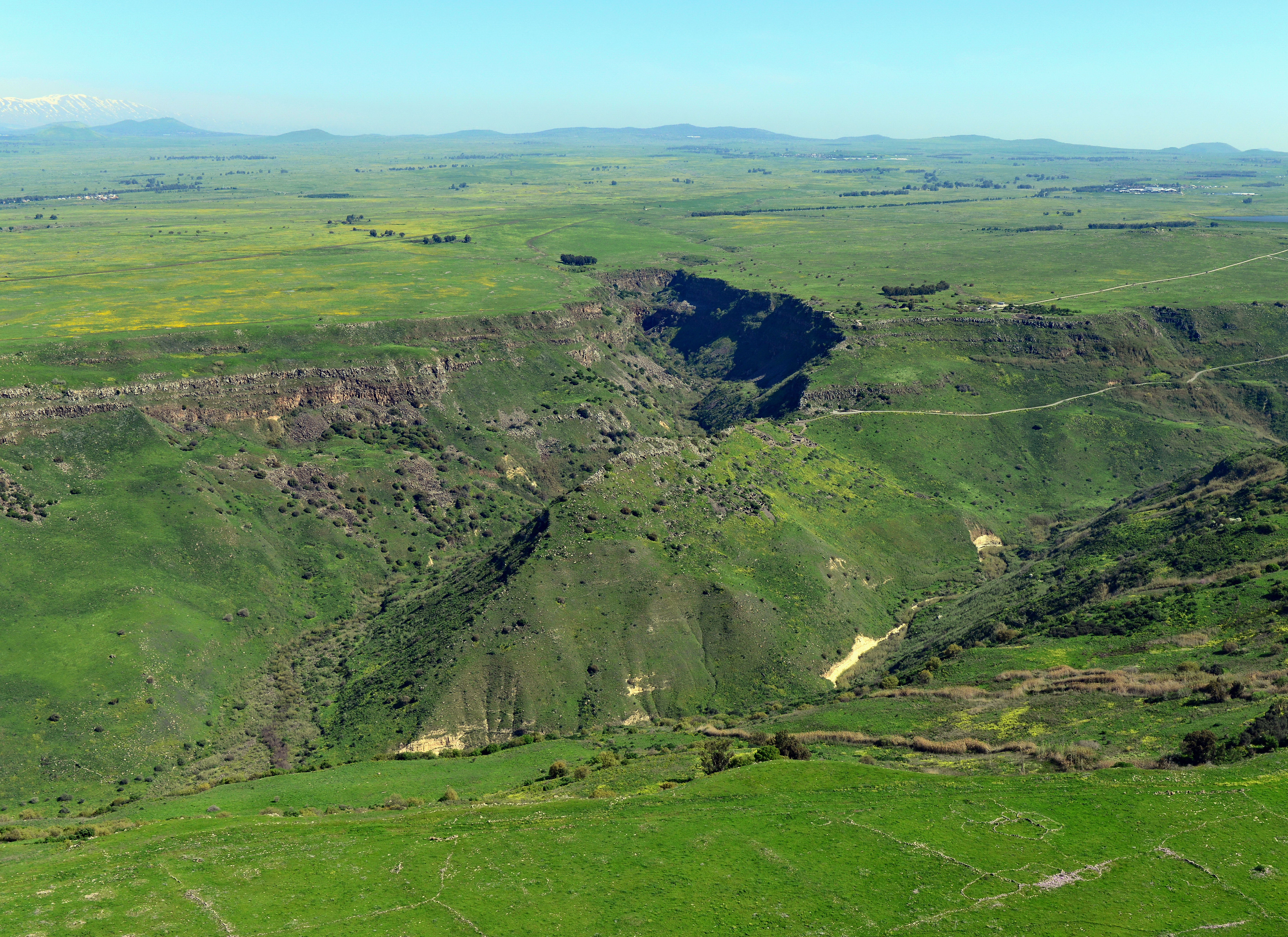
Вид зверху

Місто Гамла було засноване у 81 році до н. е. в період правління Александра Янная, який приєднав Голани до Хасмонейського царства.
Назва міста походить від слова «гамаль» (івр. גמל — верблюд), оскільки пагорб, на якому знаходилося місто, нагадує горб верблюда. В якості столиці Голан місто проіснував близько 150 років. У період антиримского повстання стало одним з опорних пунктів повстанців. Взяття Гамли у 67 році н. е. римлянами описав свідок тих подій Йосип Флавій у праці «Юдейська війна», 4 книга, 1 частина.
Точне місцезнаходження Гамли залишалося невідомим до 1968 року. У 1970—1980-ті роки тут проводилися інтенсивні археологічні розкопки. Через складнощі рельєфу всі роботи проводилися вручну, без будь-якої механізації. У другий період, крім власне археологічних досліджень, були також проведені роботи по створенню туристичного об'єкту: будівництво дороги, оформлення, реконструкція тощо.

## Станція спостереження

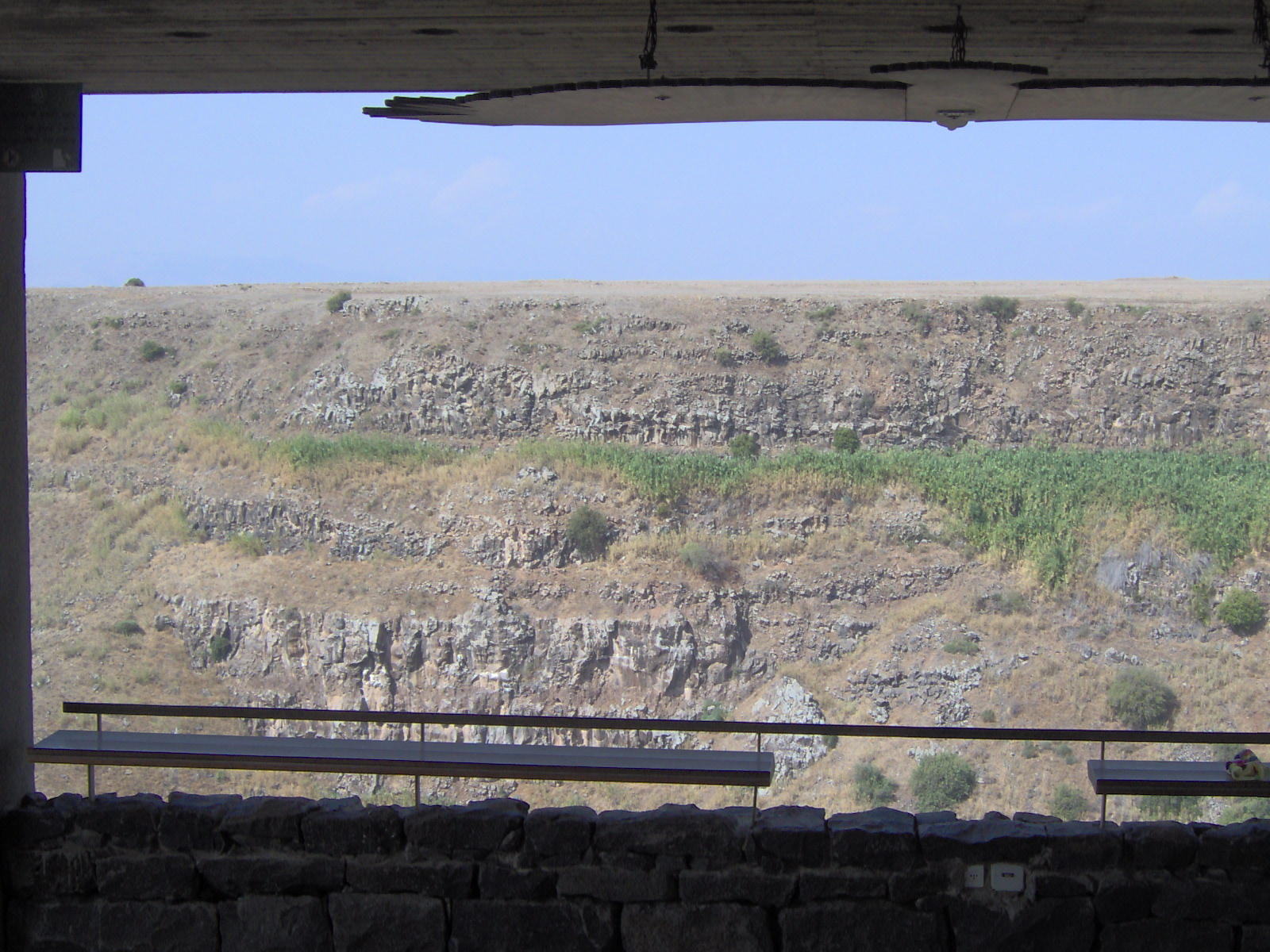
Оглядовий майданчик спостереження за білоголовими сипами

У заповіднику Гамла проживає найбільша в Ізраїлі популяція білоголових сипів. Гнізда сипів знаходяться прямо під оглядовим майданчиком заповідника. У заповіднику була встановлена спеціальна система спостереження, яка дозволяє працівникам здійснювати моніторинг в режимі реального часу, а також переглядати відео, записане протягом року. У 2004 році багато сипів загинули, бо отруїлися сільськогосподарською отрутою. Співробітникам заповідника і добровольцям довелося рятувати невисиджені яйця і вирощувати молодих птахів.

## Дольмени
У заповіднику також знаходиться близько 700 неолітичних дольменів.

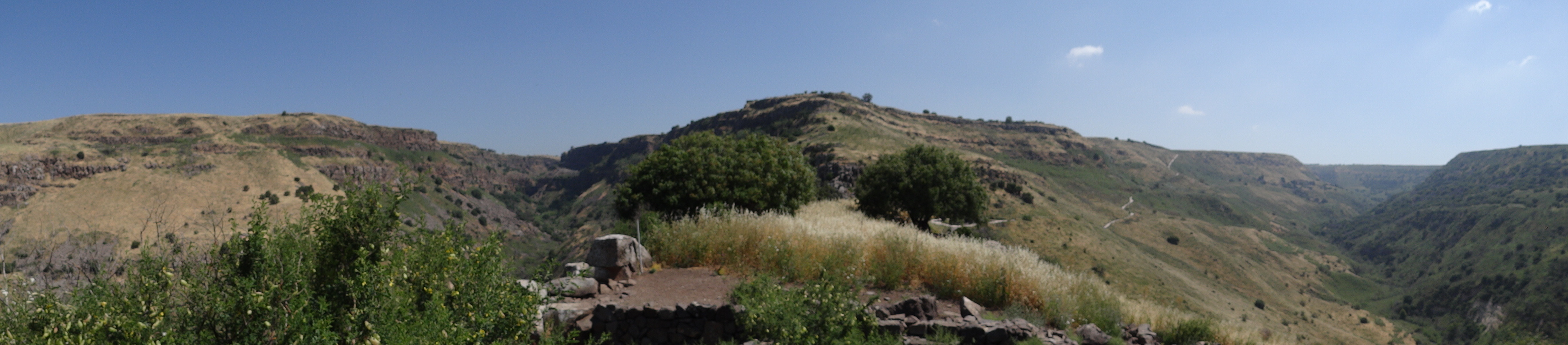
Панорама ущелини